# Liste des gares de la Haute-Vienne
La liste des gares de la Haute-Vienne, est une liste des gares ferroviaires, haltes ou arrêts, situées dans le département de la Haute-Vienne, en région Nouvelle-Aquitaine.
Liste actuellement non exhaustive, les gares fermées sont en italique.

## Gares ferroviaires des lignes du réseau national

### Gares ouvertes au trafic voyageurs
- Gare de l'Aiguille
- Gare d'Aixe-sur-Vienne
- Gare d'Ambazac
- Gare des Bardys
- Gare de Bellac
- Gare de Bersac
- Gare de Brignac
- Gare de Châteauneuf-Bujaleuf
- Gare de Coussac-Bonneval
- Gare du Dorat
- Gare d'Eymoutiers-Vassivière
- Gare de Fromental
- Gare de La Jonchère
- Gare de La Porcherie
- Gare de Lafarge
- Gare de Limoges-Bénédictins
- Gare de Limoges-Montjovis
- Gare de Magnac - Vicq
- Gare de La Meyze
- Gare de Nantiat
- Gare de Nexon
- Gare de Nieul
- Gare de Peyrilhac-Saint-Jouvent
- Gare de Pierre-Buffière
- Gare de Saillat-Chassenon
- Gare de Saint-Brice-sur-Vienne
- Gare de Saint-Denis-des-Murs
- Gare de Saint-Germain-les-Belles
- Gare de Saint-Junien
- Gare de Saint-Léonard-de-Noblat
- Gare de Saint-Priest-Taurion
- Gare de Saint-Sulpice-Laurière
- Gare de Saint-Victurnien
- Gare de Saint-Yrieix-la-Perche
- Gare de Solignac - Le Vigen
- Gare de Vaulry

### Gares uniquement marchandises: situées sur une ligne en service
- Gare de Bessines
- Gare de Limoges - Puy-Imbert

### Gares fermées au trafic voyageurs: situées sur une ligne en service
- Gare de Beynac
- Gare de Blond - Berneuil
- Gare de Breuilaufa
- Gare de Bussy-Varache
- Gare de Champsiaux
- Gare de Chapterie
- Gare de Couzeix - Chaptelat
- Gare de Farebout
- Gare de Glanges
- Gare du Palais (Haute-Vienne)
- Gare de Peyrat
- Gare de Plainartige
- Gare de Saint-Ouen
- Gare de Thiat - Oradour
- Gare de Thouron
- Gare de Verneuil-sur-Vienne

### Gares fermées au trafic voyageurs: situées sur une ligne fermée
- Gare de Biennac
- Gare du Chalard
- Gare de Châlus
- Gare de Champagnac
- Gare de Champsac
- Gare de Châteauponsac
- Gare de Dinsac
- Gare de Droux
- Gare de Ladignac
- Gare de Magnac-Laval
- Gare d'Oradour-sur-Vayres
- Gare de Puymoreau
- Gare de Rochechouart
- Gare de Saint-Laurent - Saint-Auvent
- Gare de Saint-Nicolas-Courbefy

## Voie étroite

### Gares fermées au trafic voyageurs situées sur une ligne fermée
Ces gares sont les anciennes haltes des réseaux métriques locaux (Chemins de fer départementaux de la Haute-Vienne).
- Gare d'Arnac-la-Poste
- Gare d'Aureil
- Gare de Balledent
- Gare de Beaulieu
- Gare de Beaune-les-Mines
- Gare de Beauvalet
- Gare de Blanzac
- Gare de Blond
- Gare de Bonnac
- Gare du Breuil
- Gare de Bussière-Poitevine
- Gare de Chantemerle
- Gare de Chaptelat
- Gare de Châteauneuf-la-Forêt
- Gare de Châteauponsac
- Gare de Cieux
- Gare de Compreignac
- Gare de La Couade
- Gare de Couzeix
- Gare de Crézin
- Gare de La Crouzille
- Gare de Cussac
- Gare d'Eyjeaux
- Gare d'Eymoutiers-Ville
- Gare de La Fauvette
- Gare de Feytiat
- Gare de La Forge
- Gare de Grossereix
- Gare de Javerdat
- Gare de Landouge
- Gare de Leycuras
- Gare de Linards
- Gare de Mézières-sur-Issoire
- Gare de Mondésir
- Gare de Montgénie-Charat
- Gare de Morcheval
- Gare de Mortemart
- Gare de La Motte
- Gare de Neuvic
- Gare de Nouic
- Gare d'Oradour-sur-Glane
- Gare d'Oradour-sur-Vayres
- Gare de Pétavaud
- Gare de Peyrat-le-Château
- Gare du Pont-à-la-Planche
- Gare de Pont-de-la-Breuilhe
- Gare du Poulier
- Gare de La Pouméroulie
- Gare de Rancon
- Gare de Razès
- Gare du Repaire
- Gare de Rochechouart-Ville
- Gare de Roussac
- Gare de Saint-Amand-le-Petit
- Gare de Saint-Bonnet-Briance
- Gare de Saint-Bonnet-de-Bellac
- Gare de Saint-Hilaire-la-Treille
- Gare de Saint-Jouvent
- Gare de Saint-Lazare
- Gare de Saint-Laurent-sur-Gorre
- Gare de Saint-Martial - Saint-Barbant
- Gare de Saint-Mathieu
- Gare de Saint-Pardoux
- Gare de Saint-Paul-d'Eyjeaux
- Gare de Saint-Sornin-Leulac
- Gare de Saint-Sulpice-les-Feuilles
- Gare de Saint-Symphorien
- Gare de La Salesse
- Gare de Sautour - la Bessade
- Gare de Séreilhac
- Gare de Vaupoutour
- Gare de Vayres
- Gare de La Vérine
- Gare de Verneuil - La Côte
- Gare de Veyrac
- Gare de Villeneuve
- Gare de Villevit

## Les lignes ferroviaires
- Ligne de Paris à Toulouse
- Ligne de Limoges à Angoulême
- Ligne de Limoges à Périgueux
- Ligne de Limoges à Poitiers
- Ligne de Montluçon à Saint-Sulpice-Laurière
- Ligne de Nexon à Brive-la-Gaillarde

## Les anciennes compagnies ferroviaires
- Compagnie du Chemin de fer de Paris à Orléans ou P.O
- Compagnie des chemins de fer de l'État
- Chemins de fer départementaux de la Haute-Vienne